# Gemini 4
Gemini 4 – drugi załogowy lot kosmiczny programu Gemini (ósmy amerykański załogowy lot w Kosmos). W trakcie czterodniowego lotu astronauta Edward Higgins White przeprowadził pierwszy amerykański (a drugi w historii) spacer kosmiczny.

## Załoga

### Podstawowa
- James McDivitt (1) – dowódca
- Edward Higgins White (1) – pilot

### Rezerwowa
- Frank Borman (1) – dowódca
- James Lovell (1) – pilot

### CapCom
- Clifton Williams (przylądek Canaveral)
- Virgil Grissom (Houston)

## Cele misji
Był to pierwszy amerykański załogowy lot wielodniowy. Astronauci pozostawali na orbicie przez cztery dni, co dawało pobyt dłuższy od wszystkich dotychczasowych lotów Mercury i Gemini razem wziętych. Misja Gemini 4 była przede wszystkim testem ludzkiego organizmu, który musiał zachować pełną sprawność w zupełnie nowej sytuacji i któremu narzucono całkowicie inny niż na Ziemi cykl aktywności i odpoczynku, a także żywienia. Załoga w statku czuwała około szesnastu godzin, z czego prawie dwanaście poświęcała na zaplanowane testy. Drugoplanowymi celami lotu były: spacer w otwartej przestrzeni kosmicznej oraz pozostawanie w stałym położeniu na orbicie względem drugiego stopnia rakiety Titan II, a także – jak zwykle – ocena systemów statku i wykonywanie manewru zmiany płaszczyzny orbitalnej.

## Misja

### Start
Start nastąpił 3 czerwca 1965 o godzinie 15:16:00 czasu uniwersalnego ze stanowiska startowego nr 19 na Przylądku Canaveral. Podczas odliczania nie wystąpiły żadne problemy. Jedyną usterką było obniżenie podajnika, który nadawał rakiecie pionową pozycję. Zaraz po starcie rakieta na krótko weszła w fazę POGO. Wibracje trwające dłużej mogłyby spowodować uszkodzenie rakiety. Po około sześciu minutach nastąpiło odłączenie rakiety Titan II. Kabina została wprowadzona na początkową orbitę o perygeum 160 km i apogeum 288 km. Pierwszym zadaniem astronautów było zbliżenie się do drugiego członu rakiety na odległość około 6 metrów. Było to związane ze spacerem, w trakcie którego White miał za pomocą pistoletu rakietowego przedostać się do Titana II. Zadania tego nie udało się wykonać. Po stwierdzeniu ilości paliwa, jego poziom okazał się bliski wartości granicznych, Centrum Kontroli Misji zaprzestało prób doprowadzenia do spotkania z rakietą Titan. Spowodowało to przesunięcie spaceru z drugiego okrążenia na trzecie. Opuszczenie kabiny nastąpiło na wysokości Hawajów. Był to pierwszy start transmitowany przez telewizję na żywo za granicę.

### Przebieg lotu
Lot Gemini 4 przeszedł do historii przede wszystkim jako misja, podczas której odbył się pierwszy amerykański spacer kosmiczny. Edward Higgins White spędził w otwartej przestrzeni 22 minuty. Astronauci ustanowili także nowy amerykański rekord długości lotu (cztery dni). Ponadto w trakcie tej misji po raz pierwszy wykorzystano nowe Centrum Kontroli Misji w Houston w Teksasie. Jednym z drugoplanowych celów był lot w stałym szyku z zużytym drugim stopniem rakiety Titan II. Astronauci mieli się zbliżyć do celu i manewrować kapsułą w ten sposób, by pozostawać względem niego w stałym położeniu. Niestety, próby zakończyły się niepowodzeniem, a kapsuła oddalała się od drugiego stopnia rakiety za każdym razem, gdy astronauci starali się do niego zbliżyć. Przyczyna była oczywista: odpalając silniki, by przyspieszyć ruch statku w kierunku celu, astronauci przenosili kapsułę na nieco wyższą orbitę, na której statek poruszał się wolniej w stosunku do – pozostającego na niższej – drugiego stopnia rakiety. Maksymalna wysokość, jaką osiągnięto wyniosła 296,1 km. Podczas kolejnych misji spotkania na orbicie przebiegały już bez problemów. Wszystkie inne drugoplanowe cele misji zostały zrealizowane, nie udało się natomiast osiągnąć jednego z podstawowych. Sterowane wejście w atmosferę pod kontrolą pokładowego komputera nie doszło do skutku ze względu na nieopatrznie dokonaną wcześniej zmianę oprogramowania.

### Spacer kosmiczny

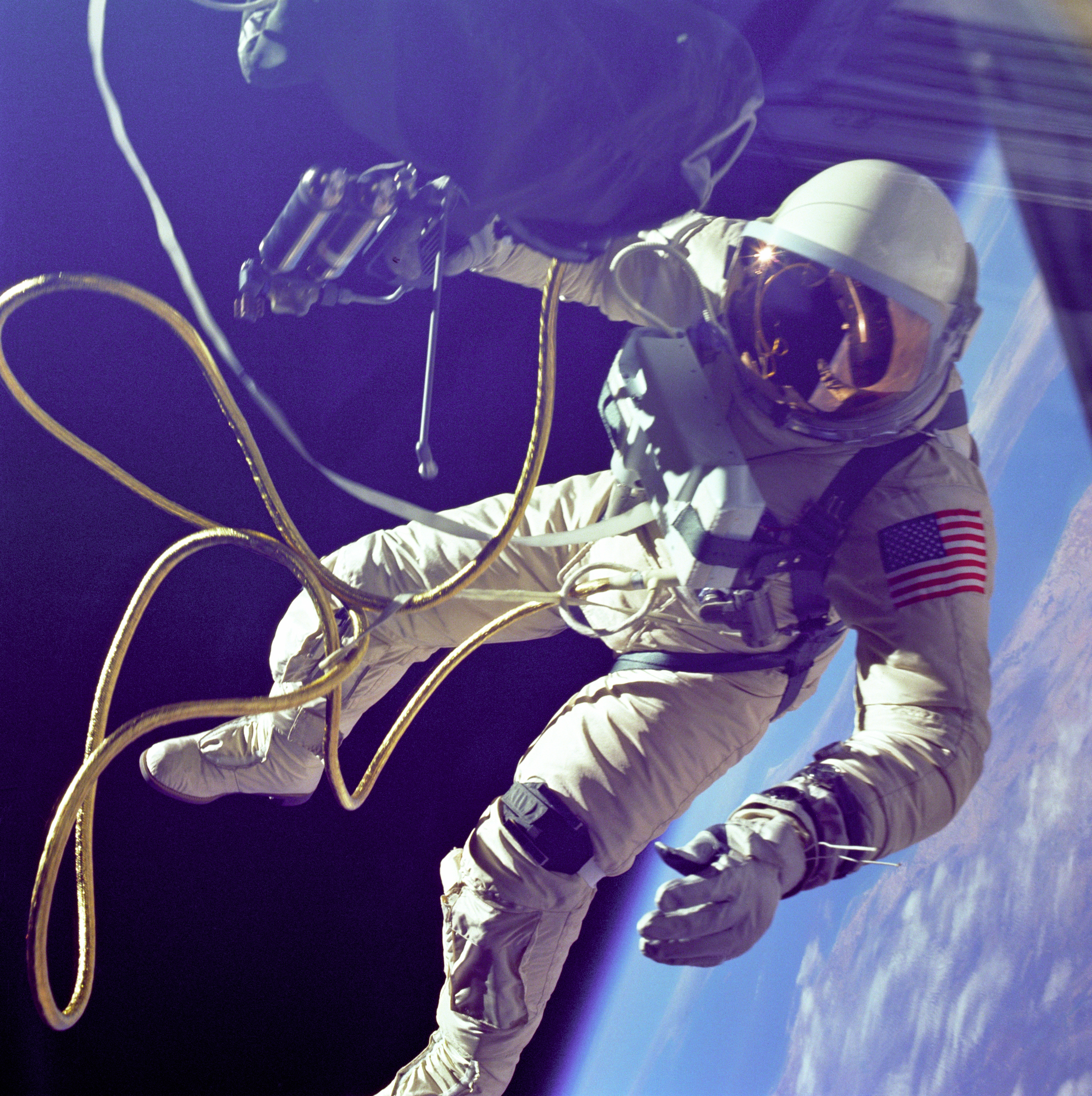
Edward Higgins White w trakcie spaceru kosmicznego

Przed otwarciem luku wyjściowego, skafandry astronautów zostały szczelnie zamknięte i zostały włączone urządzenia dostarczające tlen i urządzenia klimatyzacyjne. Natomiast wyłączono aparaturę dostarczającą tlen do wnętrza kabiny. Stopniowo obniżono ciśnienie tlenu z 358 do 202 hPa. Wraz ze zmianą ciśnienia skafandry astronautów się rozdęły. Po sprawdzeniu szczelności skafandrów obniżono ciśnienie w kokpicie do zera. Po tych zabiegach otwarte zostały luki kabiny i Edward Higgins White opuścił pojazd. Astronauta był połączony z kapsułą liną, do której przyłączony był przewód dostarczający tlen. Długość liny ratunkowej wynosiła 7,6 m. W czasie pobytu na zewnątrz statku posługiwał się urządzeniem ułatwiającym poruszanie się. Aparat przeznaczony był do trzymania w dłoni i składał się z uchwytu sterującego oraz zespołu dysz. Do pistoletu przymocowana była kamera filmowa. „Pistolet odrzutowy” pozwalał na poruszanie się do przodu i do tyłu. Jako gazu pędnego użyto sprężony azot. Niedogodność tego systemu polegała na tym, że astronauta mógł posługiwać się tylko jedną ręką. White nie odczuwał zaburzeń w orientacji i czuł się zupełnie dobrze. Nieudana operacja zbliżenia się do drugiego stopnia rakiety zmieniła plan czynności do wykonania podczas spaceru, więc White improwizował. Astronauta krążył dookoła pojazdu, przemieszczając się od modułu pomocniczego aż po czubek kapsuły. Cały czas relacjonował widoki, jakie roztaczały się przed nim w kosmosie i na powierzchni Ziemi. Tak dryfował i koziołkował przez dwadzieścia minut, najwyraźniej nie spiesząc się z powrotem do kabiny. W trakcie spaceru McDivitt filmował White’a przez iluminator. Ich rozmowę transmitowały bezpośrednio rozgłośnie radiowe USA. Ze względu na szczupłość kabiny nie było transmisji telewizyjnej. Po powrocie ze „spaceru” astronauci mieli duże kłopoty z zamknięciem włazu. Uszczelka włazu wystawiona na działanie lodowatej próżni straciła swoją sprężystość. Poza tym rozdęty skafander nie pozwalał astronaucie wywrzeć odpowiednio dużego nacisku na właz. Kiedy wreszcie się udało zamknąć klapę i ją zablokować w kabinie przywrócono właściwe ciśnienie tlenu. Astronauci postanowili nie otwierać już włazu dla pozbycia się zbędnego ekwipunku EVA.

### Wodowanie
Pod koniec misji przestał działać komputer, który służył pomocą przy schodzeniu z orbity. McDivitt musiał zrezygnować z planowanego sterowania kapsułą w trakcie powrotu. Powrót odbył się w sposób samoczynny, pod kontrolą stacji naziemnej. Zapoczątkował go jednak astronauta, włączając silniki hamujące. Uruchomił je o jedną sekundę za wcześnie. Kapsuła Gemini 4 wodowała 7 czerwca 1965 o godzinie 17:12:12 na Atlantyku w odległości 81,5 km od zaplanowanego miejsca (położonego 540 km na południe od Bermudów). Po wodowaniu statek został zabezpieczony „kołem ratunkowym”. Pół godziny później śmigłowiec wyłowił astronautów wraz z kabiną i zabrał ich na pokład lotniskowca USS Wasp (CV-18). Obaj astronauci czuli się dobrze, jednak jak to kilkakrotnie stwierdzili, odczuwali przez kilka dni dość znaczne zmęczenie.

## Ciekawostki
- Mimo iż po locie Gemini 3 NASA zakazała nadawania misjom kryptonimów, załoga nazwała misję American Eagle.
- Pewnym problemem okazało się ściągnięcie White’a z powrotem do statku, jednak nie z przyczyn technicznych, lecz dlatego, że White’owi bardzo się spodobało na zewnątrz (astronaucie trzeba było powtarzać, by powrócił do kapsuły)[2].
- Misja Gemini 4 była pierwszą operacją w całości prowadzoną z nowego Centrum Kontroli Misji w Houston w Teksasie, a także pierwsza misja prowadzona w systemie trzyzmianowym[3].
- 21 maja 1965, czternaście dni przed planowaną datą startu, zostały ujawnione informacje dla prasy[3].